# Santa Catalina (Jujuy)
Santa Catalina ist eine Gemeinde in der Provinz Jujuy im äußersten Nordwesten Argentiniens, nahe der Grenze zu Bolivien. Sie ist die Hauptstadt des gleichnamigen Departamentos Santa Catalina, liegt auf der Puna in einer Höhe von 3.770 Metern und hat 1.350 Einwohner (2001, INDEC). Santa Catalina ist über die Ruta Provincial 5 von La Quiaca aus erreichbar. Die Entfernung bis La Quiaca beträgt 67 Kilometer.

## Klima
Das Klima ist kalt und trocken mit großen Temperaturschwankungen zwischen Tag und Nacht und geringen Niederschlägen im Sommer.

## Geschichte
Santa Catalina gehört zu jenen Bergbauorten der Puna in Jujuy, die im 17. Jahrhundert entstanden und eine gewisse Bedeutung gewannen. Am 8. September 1752 erhielt der Ort eine eigene Pfarrei, unabhängig von der in Cochinoca, zu der sie bis dahin gehörte. Zum Pfarrbereich gehörten auch die Kapellen von Rinconada und Talna.

## Wirtschaft
Santa Catalina ist ein ehemaliger Goldminenort. Noch heute ist die Goldwäsche im Fluss in kleinen, nicht industriell verwertbaren Mengen möglich. Als hauptsächliche Wirtschaftsaktivität hat sich für die Bewohner des Ortes die Zucht von Lamas, Schafen und Ziegen erwiesen, die heute vorwiegend ausgeübt wird. Außerdem werden Pfirsiche, Äpfel und Pflaumen angebaut.

### Tourismus
Außer einer sehr einfachen Herberge, die von der Gemeinde betrieben wird, gibt es keine Unterkunftsmöglichkeiten. Auch ein Gastronomieangebot fehlt in Santa Catalina.

## Architektur und Kultur
- Iglesia de Santa Catalina (Plaza). Zusammen mit dem Haus der Familie Saravia bildet die Kirche aus dem 17. Jahrhundert ein architektonisches Ensemble. Der dreistöckige, teleskopartige Kirchturm erhebt sich über der Eingangstür und hat mit zehn Metern die gleiche Breite wie die Kirche. Die Vorhalle der Kirche befindet sich unter dem Turm und öffnet sich nach hinten zum 30 Meter langen Kirchenschiff. Die alten Altäre der Kirche sind durch neue ersetzt worden.

- Museo Regional Particular Epifanio Saravia. Das Museum ist im ältesten Haus des Ortes untergebracht. Es gehörte Laureano Saravia, einem bedeutenden Provinzpolitiker Ende des 19. Jahrhunderts. In sechs Räumen wird eine Sammlung regionaler Gegenstände aus dem Leben der spanischen Kolonisatoren und der Indígenas gezeigt, wie etwa alte Waffen, Speerspitzen, Waagen, Kleidung, Musikinstrumente, Möbel und Gaucho-Accessoires. In der Casa de Cultura nebenan wird die Sammlung in vier Räumen mit Keramik, Fotografien und religiöser Kunst ergänzt.

- Biblioteca Popular de Santa Catalina. Die höchstgelegene Bibliothek Argentiniens mit einem literarischen Schatz von etwa 7000 Werken wurde vor 130 Jahren gegründet.[1]

## Feste
- Virgen de Chinchillas (15. August). Der Höhepunkt des jährlichen Festkalenders mit Prozession und traditioneller Musik.